# Hejdar Alijevs sport- och utställningskomplex

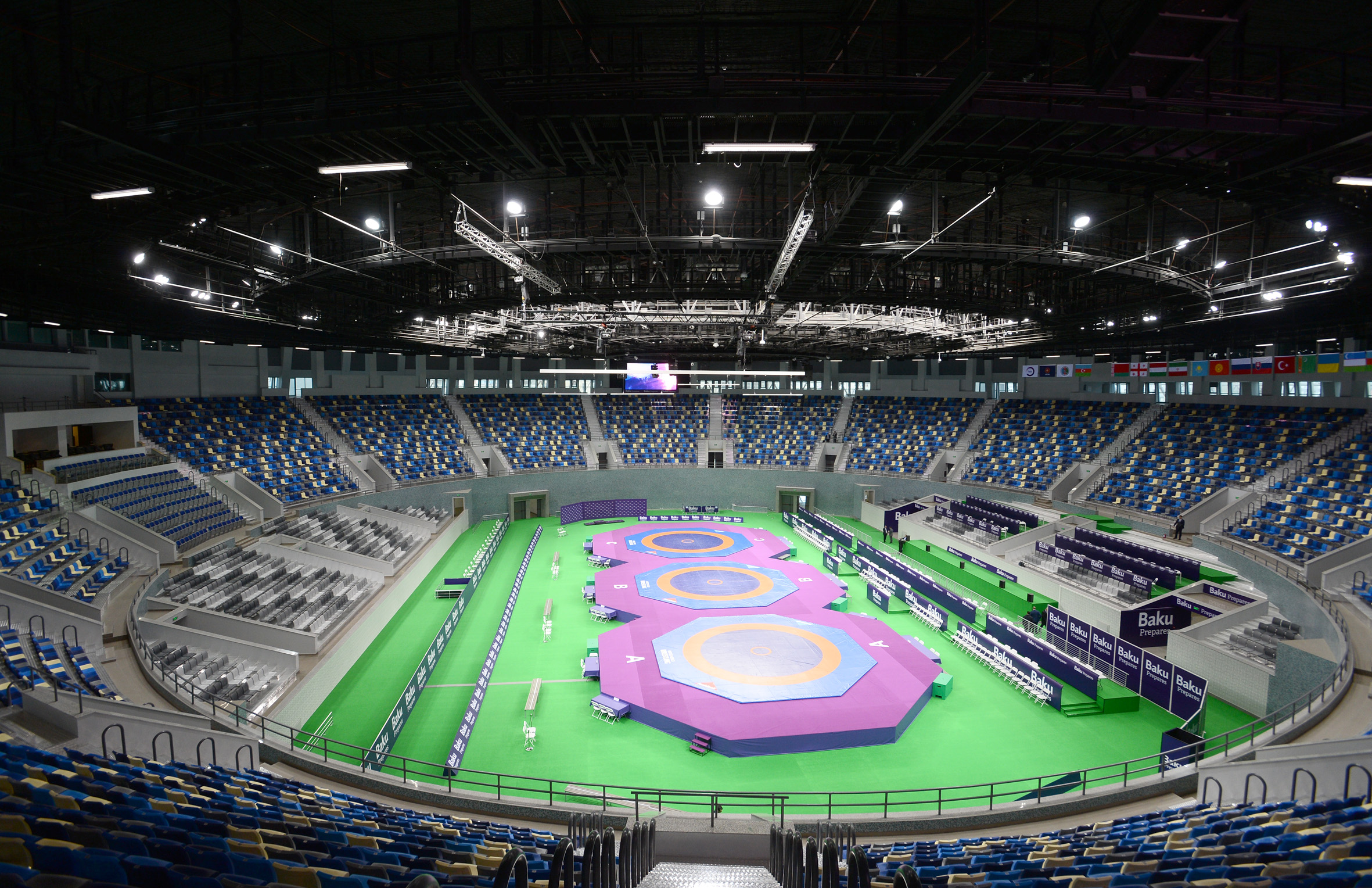

Hejdar Alijevs sport- och utställningskomplex (azerbajdzjanska: Heydər Əliyev adına İdman Konsert Kompleksi, Hejdär Älijev adyna Ydman Konsert Kompleksi) är den största utställningslokalen i Baku, Azerbajdzjan. Den ligger vid Tbilisiavenyn mellan hotellen Hyatt och Europa. Sedan öppningen år 1990 har omkring 40 internationella tävlingar i olika sporter hållits i komplexet. Komplexet har plats för 7 800 personer vilket gör den till en av de största sportarenorna i landet samtidigt som den håller måttet för internationella tävlingar. Hejdar Alijevs sport- och utställningskomplex skulle ha stått värd för Eurovision Dance Contest 2010, tävlingens tredje upplaga, men har skjutits på framtiden på grund av deltagarbrist.
När det stod klart att Azerbajdzjan skulle arrangera Eurovision Song Contest 2012 stod komplexet som en av huvudkandidaterna till arena. Senare valde man att bygga en ny arena för tävlingen, Bakus kristallhall.

## Större sportevenemang
- Europamästerskapen i rytmisk gymnastik 2007 och 2009
- Världsmästerskapen i rytmisk gymnastik 2005
- Världsmästerskapen i brottning 2007
- Världsmästerskapen i Taekwondo 2007
- Världsmästerskapen i amatörboxning 2011